# Condylostylus moniliventris
Condylostylus moniliventris är en tvåvingeart som beskrevs av Octave Parent 1934. Condylostylus moniliventris ingår i släktet Condylostylus och familjen styltflugor.
Artens utbredningsområde är Ecuador. Inga underarter finns listade i Catalogue of Life.